# Cusino
Cusino – miejscowość i gmina we Włoszech, w regionie Lombardia, w prowincji Como, położona ok. 70 km na północ od Mediolanu i ok. 30 km na północ od Como.
Według danych na rok 2004 gminę zamieszkiwało 260 osób, 28,9 os./km².